# Schizonycha bidentata
Schizonycha bidentata är en skalbaggsart som beskrevs av Louis Burgeon 1946. Schizonycha bidentata ingår i släktet Schizonycha och familjen Melolonthidae. Inga underarter finns listade i Catalogue of Life.